# 清水健一
清水 健一（1967年1月28日、しみず けんいち）は、日本のアニメーター、アニメ演出家、監督。
千葉県出身。絵を描くことが好きで絵本作家を目指して絵を学ぶために高校卒業後に東京デザイナー学院に入り、そこで友人とアニメを作ったことでその魅力を知り、同校を卒業してアニメーターとなる。高校時代はラグビー部。

## 参加作品

### テレビアニメ
1987年
- ついでにとんちんかん（原画）
- 陽あたり良好!（動画）

1988年
- トッポ・ジージョ（原画）

1989年
- ドラゴンクエスト（原画）
- YAWARA!（原画）

1991年
- ハイスクールミステリー学園七不思議（1991年 - 1992年、原画）
- ルパン三世 ナポレオンの辞書を奪え（原画）

1992年
- ヤダモン（1992年 - 1993年、作画監督）
- バトルファイターズ 餓狼伝説（原画）

1993年
- バトルファイターズ 餓狼伝説2（原画）
- バトルスピリッツ 龍虎の拳（原画、作画監督）

1994年
- キャプテン翼J（1994年 - 1995年、原画）

1995年
- ふしぎ遊戯（作画監督）

1996年
- 爆走兄弟レッツ&ゴー!!（原画）
- 水色時代（原画）

1997年
- 中華一番!（原画）

1998年
- バブルガムクライシス TOKYO 2040（原画）
- MASTERキートン（作画監督、レイアウト監修）
- 魔法のステージファンシーララ（作画監督）

1999年
- 宇宙海賊ミトの大冒険 2人の女王様（原画）
- 白鯨伝説（原画）
- モンスターファーム（作画監督）

2000年
- 妖しのセレス（原画）
- OH!スーパーミルクチャン（原画）
- マイアミ☆ガンズ（原画）
- 名探偵コナン（原画）

2002年
- NARUTO -ナルト-（原画）

2003年
- アストロボーイ・鉄腕アトム（原画）

2004年
- 神無月の巫女（原画）
- こちら葛飾区亀有公園前派出所（原画）
- ファンタジックチルドレン（演出）
- MONSTER（原画）

2006年
- 天元突破グレンラガン（原画）
- まもって!ロリポップ（原画）

2007年
- 大江戸ロケット（原画）
- トランスフォーマー アニメイテッド（2007年 - 2009年、絵コンテ）
- メイプルストーリー（原画、演出）
- ロケットガール（OPアニメーション原画、原画）

2008年
- スティッチ!（キャラクターデザイン） ※兼森義則と共同
- ソウルイーター（原画）
- D.Gray-man（原画）
- BUS GAMER（原画）
- 秘密 〜The Revelation〜（EDアニメーション原画）
- 魍魎の匣（原画）
- それいけ!アンパンマン（2008年 - 、原画）

2009年
- 青い文学シリーズ「走れメロス」（原画）
- こばと。（原画）
- スティッチ! 〜いたずらエイリアンの大冒険〜（サブキャラクターデザイン）
- ドルアーガの塔 〜the Sword of URUK〜（原画）
- はじめの一歩 New Challenger（EDアニメーション 原画、作画監督、作画監督補佐）
- ルパン三世VS名探偵コナン（原画）

2010年
- アイアンマン（OPアニメーション絵コンテ・演出、作画監督補佐）
- 会長はメイド様!（原画）
- ルパン三世 the Last Job（原画）

2011年
- うたの☆プリンスさまっ♪ マジLOVE1000%（原画）
- エックスメン（アクション作画監督）

2012年
- 戦姫絶唱シンフォギア（原画）
- LUPIN the Third -峰不二子という女-（原画）

2013年
- 君のいる町（OPアニメーション原画）
- はじめの一歩 Rising（原画）
- フォトカノ（原画）

2014年
- 寄生獣 セイの格率（監督、OPアニメーション絵コンテ、絵コンテ、総作画監督補佐）
- 金色のコルダ Blue♪Sky（原画）
- とある飛空士への恋歌（原画）
- ノーゲーム・ノーライフ（原画）
- 魔法戦争（原画）

2015年
- オーバーロード（OPアニメーション原画）
- 俺物語!!（原画）
- 戦国無双（原画）
- ダイヤのA -SECOND SEASON-（原画）
- ポケットモンスター XY（作画監督 ※篠原隆、篠原信子、上杉遵史、志村泉、酒井裕未と共同）
- ヤング ブラック・ジャック（作画監督、作画監督補佐）

2016年
- 灰と幻想のグリムガル（絵コンテ）
- ポケットモンスター XY&Z（作画監督）
- ALL OUT!!（監督、絵コンテ）
- 3月のライオン（作画監督）

2017年
- アトム ザ・ビギニング（作画監督）

2018年
- 宇宙よりも遠い場所（絵コンテ）
- オーバーロードII（絵コンテ）
- マーベル フューチャー・アベンジャーズ シーズン2（絵コンテ）

2019年
- 五等分の花嫁（作画監督）

2021年
- takt op.Destiny（絵コンテ）
- MUTEKING THE Dancing HERO（作画監督）

2022年
- まめきちまめこニートの日常（演出）

2023年
- ツンデレ悪役令嬢リーゼロッテと実況の遠藤くんと解説の小林さん（作画監督）
- AIの遺電子（絵コンテ）
- 葬送のフリーレン（絵コンテ）

2024年
- チ。-地球の運動について-（監督・絵コンテ）

2025年
- 謎解きはディナーのあとで（絵コンテ）

### 劇場アニメ
1988年
- めぞん一刻 完結篇（動画）

1991年
- 老人Z（原画）

1994年
- 餓狼伝説 -THE MOTION PICTURE-（原画）

1996年
- ブラック・ジャック 劇場版（原画）

1997年
- ジャングル大帝 劇場版（原画）

2001年
- クレヨンしんちゃん 嵐を呼ぶ モーレツ!オトナ帝国の逆襲（原画）

2008年
- それいけ!アンパンマン 妖精リンリンのひみつ（原画）

2009年
- それいけ!アンパンマン だだんだんとふたごの星（原画）

2010年
- 劇場版 NARUTO -ナルト- 疾風伝 ザ・ロストタワー（原画）
- それいけ!アンパンマン ブラックノーズと魔法の歌（原画）
- TRIGUN Badlands Rumble（作画監督補佐）

2011年
- 劇場版アニメ 忍たま乱太郎 忍術学園 全員出動!の段（第一原画）
- 劇場版 NARUTO -ナルト- ブラッド・プリズン（原画）
- それいけ!アンパンマン すくえ! ココリンと奇跡の星（原画）
- 手塚治虫のブッダ -赤い砂漠よ!美しく-（原画）

2012年
- 青の祓魔師 ―劇場版―（原画）
- 劇場版ポケットモンスター ベストウイッシュ キュレムVS聖剣士 ケルディオ（原画）
- ジュエルペット スウィーツダンスプリンセス（、原画）
- それいけ!アンパンマン よみがえれ バナナ島（原画）
- チベット犬物語 〜金色のドージェ〜（原画）
- ねらわれた学園（画面設計）

2013年
- 劇場版 HUNTER×HUNTER 緋色の幻影（原画）
- それいけ!アンパンマン とばせ! 希望のハンカチ（原画）
- BAYONETTA Bloody Fate（アニメーター）

2014年
- それいけ!アンパンマン りんごぼうやとみんなの願い（原画）
- LUPIN THE IIIRD 次元大介の墓標（原画）

2015年
- それいけ!アンパンマン ミージャと魔法のランプ（原画）

2016年
- それいけ!アンパンマン おもちゃの星のナンダとルンダ（原画）

2017年
- それいけ!アンパンマン ブルブルの宝探し大冒険!（原画）

2018年
- それいけ!アンパンマン かがやけ!クルンといのちの星（原画）

2021年
- それいけ!アンパンマン ふわふわフワリーと雲の国（原画）

2022年
- それいけ!アンパンマン ドロリンとバケ～るカーニバル（原画）

2023年
- それいけ!アンパンマン ロボリィとぽかぽかプレゼント（原画）

### OVA
- 忍者龍剣伝（1991年、原画）
- ツインビー ウィンビーの1/8パニック（1993年、原画）
- ゴルゴ13〜QUEEN BEE〜（1998年、原画）
- てなもんやボイジャーズ（1999年、原画）
- ガラスの地球を救え ユニコ特別編（2000年、原画）
- いつだってMyサンタ!（2005年、原画）
- 聖闘士星矢 THE LOST CANVAS 冥王神話（2009年、原画）
- 最遊記外伝（2011年、原画）
- アイアンマン： ライズ・オブ・テクノヴォア（2013年、原画）
- アベンジャーズ コンフィデンシャル: ブラック・ウィドウ & パニッシャー（2014年、監督、絵コンテ ※渕上真、垪和等と共同、エンディングイラスト ）

### その他
- NARUTO -ナルト- 紅き四つ葉のクローバーを探せ（2003年、原画）